# 托斯卡内利陨石坑
托斯卡内利陨石坑（Toscanelli）是位于月球正面风暴洋东侧边缘的一座小撞击坑，其名称取自文艺复兴时期佛罗伦萨数学家、天文学家暨地理学家保罗·达尔·波佐·托斯卡内利（1397年-1482年），1976年该名称被国际天文学联合会正式接受。

## 描述

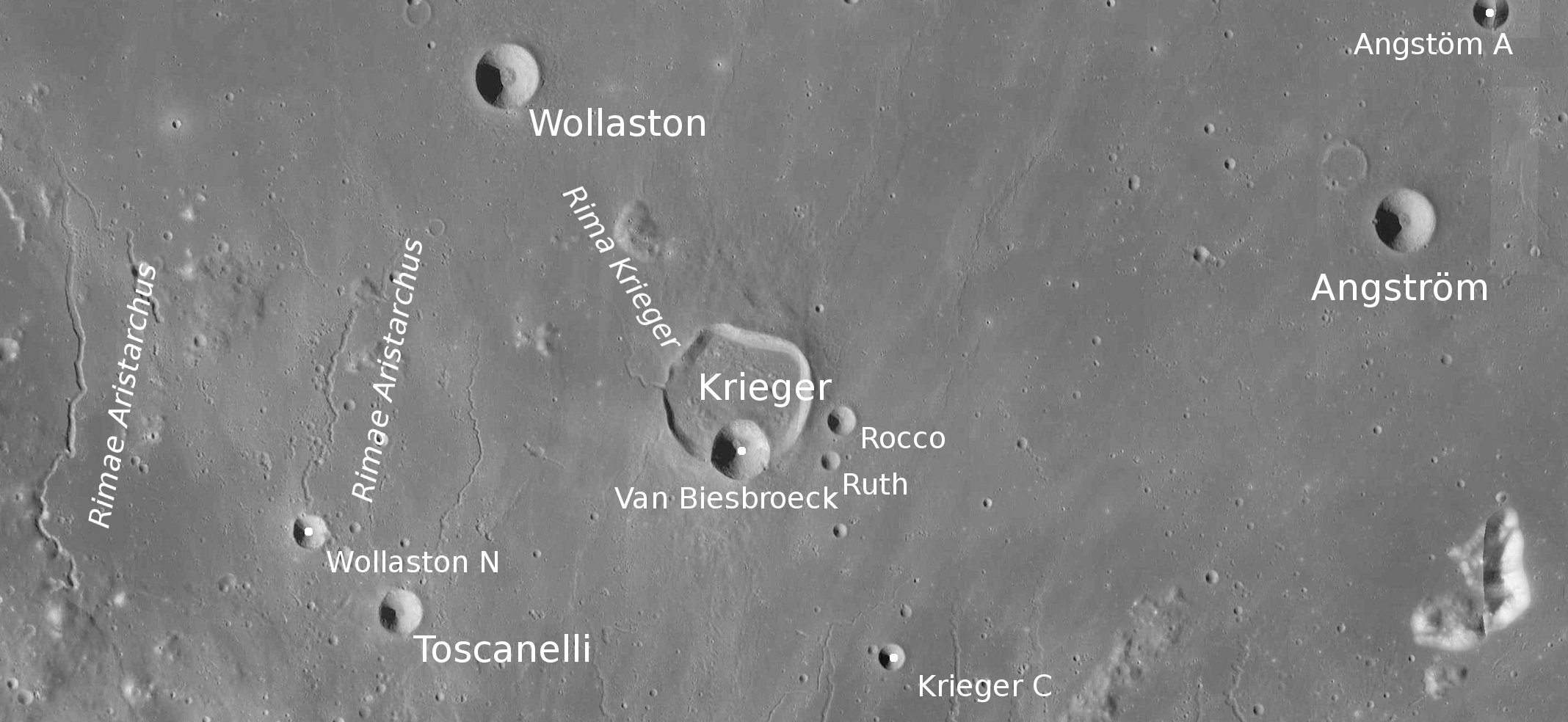
托斯卡内利陨石坑的周边（左下方），月球勘测轨道飞行器拍摄。

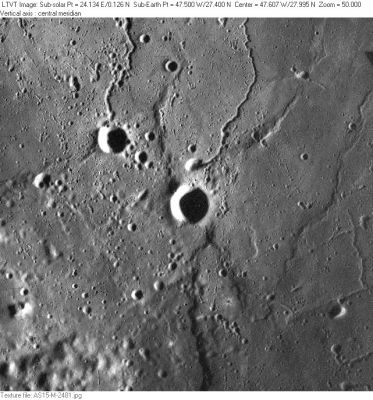
阿波罗15号拍摄的图像，图中为托斯卡内利陨石坑，它的左上方是卫星坑渥拉斯顿 N，二座陨坑的上方是阿里斯塔克斯月溪，而中下方则是托斯卡内利断崖。

该陨坑东北偏北毗邻渥拉斯顿陨石坑、东北偏东靠近更大的克里格陨石坑和范比斯布莱特陨石坑，维萨拉陨石坑及弗洛伊德陨石坑分别位于它的南面和西南，它的西面坐落了希罗多德山，西北偏西分布有尼格里山脊、阿格里科拉月溪和阿格里科拉山脉，沿北面、东面和东南则环绕着阿里斯塔克斯月溪，而克里格月溪、南面是托斯卡内利断崖和蜿蜒的施勒特尔月谷分别位于它的东北、南面和东南。。该陨坑中心月面坐标为27°58′N 47°37′W / 27.96°N 47.61°W，直径7.05公里，深约1.19公里。
托斯卡内利陨石坑外观呈圆碗状，几乎未受到明显的撞击破坏，坑壁略有磨损，但边缘轮廓清晰，南北二侧坑壁呈鞍状下凹，沿北侧壁沿覆盖有一座细小的撞击坑。该陨坑内壁面平整，具有较高的反照率，坑壁平均高出周边地形260米，坑内容积约14.02立方千米。形态特征隶属于ALC 型（以该类陨石坑的典型代表——卫星坑阿尔巴塔尼环形山 C命名）。
在1976年被国际天文学联合会正式命名前，该陨坑曾被称作卫星坑阿里斯塔克斯 C（即卫星坑标记法：以所靠近的主坑名+字母来命名）。
托斯卡内利陨石坑位于一条月沟的南端，该月沟属于附近阿里斯塔克斯月溪的一部分。而陨坑南面的托斯卡内利断崖是月海表面的一道断层线，它一路往南继续延伸约70公里。

## 另请参阅
- Andersson, L. E.; Whitaker, E. A. . NASA RP-1097. 1982.
- Blue, Jennifer. . USGS. July 25, 2007  [2007-08-05]. （原始内容存档于2012-04-08）.
- Bussey, B.; Spudis, P. . New York: Cambridge University Press. 2004. ISBN 978-0-521-81528-4.
- Cocks, Elijah E.; Cocks, Josiah C. . Tudor Publishers. 1995. ISBN 978-0-936389-27-1.
- McDowell, Jonathan. . Jonathan's Space Report. July 15, 2007  [2007-10-24]. （原始内容存档于2012-05-26）.
- Menzel, D. H.; Minnaert, M.; Levin, B.; Dollfus, A.; Bell, B. . Space Science Reviews. 1971, 12 (2): 136–186. Bibcode:1971SSRv...12..136M. doi:10.1007/BF00171763.
- Moore, Patrick. . Sterling Publishing Co. 2001. ISBN 978-0-304-35469-6.
- Price, Fred W. . Cambridge University Press. 1988. ISBN 978-0-521-33500-3.
- Rükl, Antonín. . Kalmbach Books. 1990. ISBN 978-0-913135-17-4.
- Webb, Rev. T. W.  6th revised. Dover. 1962. ISBN 978-0-486-20917-3.
- Whitaker, Ewen A. . Cambridge University Press. 1999. ISBN 978-0-521-62248-6.
- Wlasuk, Peter T. . Springer. 2000. ISBN 978-1-85233-193-1.